# Treffrin
Treffrin település Franciaországban, Côtes-d’Armor megyében. Lakosainak száma 524 fő (2022. január 1.). Treffrin Carnoët, Le Moustoir, Trébrivan, Carhaix-Plouguer és Plounévézel községekkel határos.

## Népesség
A település népessége az elmúlt években az alábbi módon változott:
| Lakosok száma | 256  | 550  | 608  | 554  | 581  | 571  | 548  | 544  | 540  | 524  |
|               | 1968 | 1982 | 1990 | 2006 | 2013 | 2015 | 2017 | 2019 | 2020 | 2022 |